# 藤平春男
藤平 春男（ふじひら はるお、1923年3月6日 - 1995年7月19日）は、日本の国文学者。早稲田大学名誉教授。

## 略歴
東京府生まれ。1944年早稲田大学文学部卒業、早稲田大学第二文学部教授を務め、1976-1978年学部長、1992年定年退任、名誉教授。和歌、特に新古今和歌集が専門。

## 著書
- 新古今歌風の形成 明治書院 1969
- 新古今とその前後 笠間書院 1983.1
- 百人一首をよむ 1984.4 (朝日カルチャーセンター講座カセット)
- 歌論の研究 ぺりかん社 1988.1
- 藤平春男著作集 全5巻 笠間書院

第1巻 新古今歌風の形成 1997.5
第2巻 新古今とその前後 1997.10
第3-4巻 歌論研究 1998-1999
第5巻 和歌史論集 2003.2

## 校訂・編纂
- 新古今抜書 簗瀬一雄共編 簗瀬一雄私家版 1962 (碧冲洞叢書)
- 中古文学選 和歌・日記・随筆編 秋山虔共編 有精堂出版 1968.2 (新集日本文学叢刊)
- 和歌鑑賞辞典 窪田章一郎、山路平四郎共編 東京堂出版 1970
- 和歌の本質と展開 赤羽淑、橋本不美男共編 桜楓社 1973
- 年表資料中世文学史 井上宗雄、山田昭全共編 笠間書院 1973
- 鑑賞日本古典文学 第7巻 古今和歌集・後撰和歌集・拾遺和歌集 窪田章一郎、杉谷寿郎共編 角川書店 1975
- 歌論集 橋本不美男、有吉保共編訳 小学館 1975.4 (日本古典文学全集)
- 中古の文学 秋山虔共編 1976 (有斐閣選書)
- 建礼門院右京大夫集・とはずがたり 福田秀一共編 尚学図書 1981.2 (鑑賞日本の古典)
- 古今集新古今集必携 学灯社 1981.3
- 作者別年代順新古今和歌集 1993 (笠間叢書)